# Täby (gemeente)
Täby is een Zweedse gemeente in Uppland. De gemeente behoort tot de provincie Stockholms län. Ze heeft een totale oppervlakte van 71,3 km² en telde 60.422 inwoners in 2004. Täby wordt gezien als voorstad van Stockholm.

## Kernen
De gemeente heeft twee kernen: de plaatsen Täby en Täby kyrkby (Täby kerkdorp).

### Täby
De plaats Täby telt in totaal 58.593 inwoners (2005) en strekt zich uit tot over de gemeentegrenzen in de gemeenten Danderyd en Sollentuna.

### Täby kyrkby

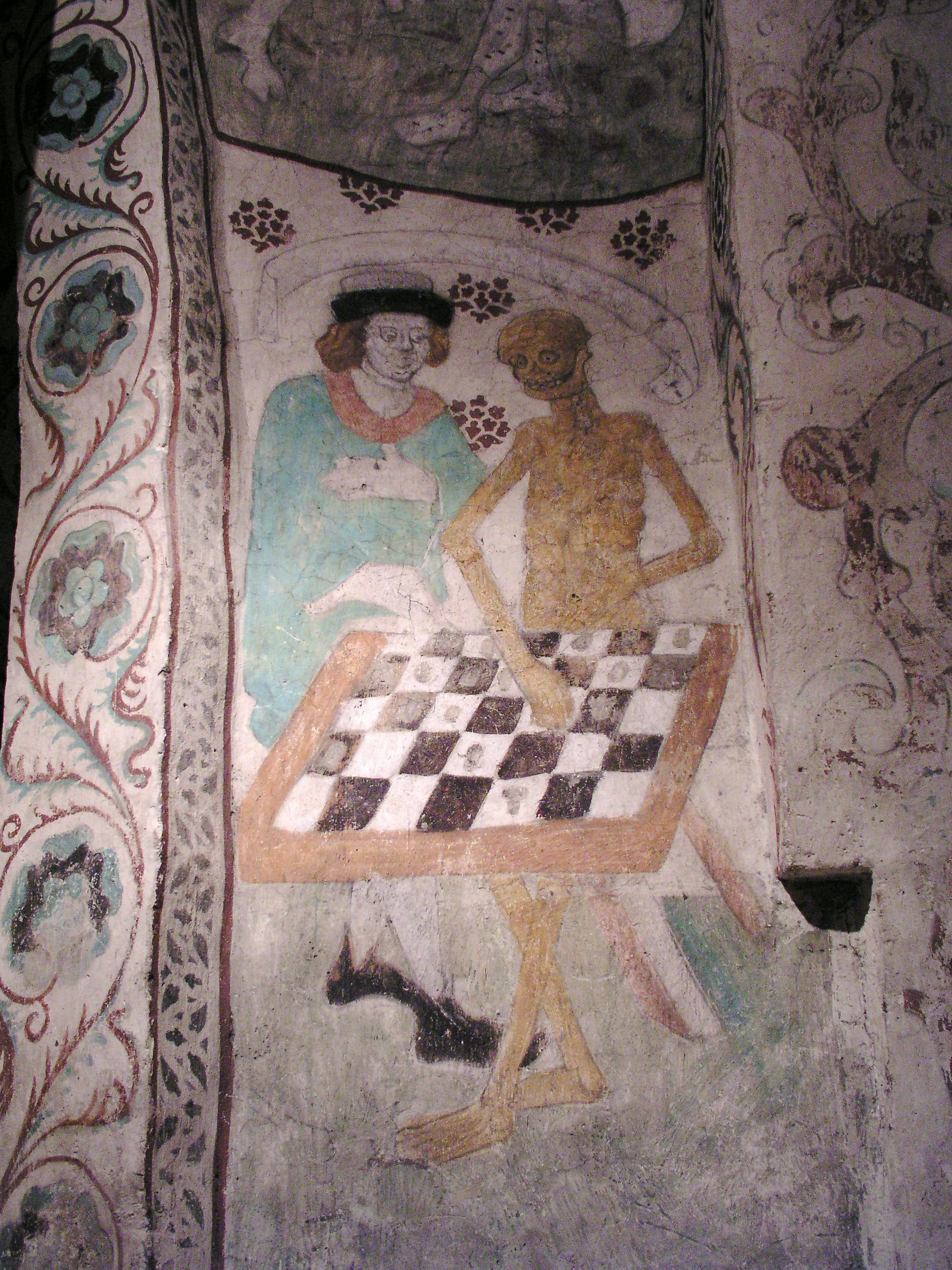
Een ridder speelt schaak met de Dood. Kalkschildering van Albertus Pictor, jaren 1480.

Täby kyrkby ligt in het noorden van de gemeente; de bebouwing gaat er vrijwel ononderbroken over in die van Vallentuna. In 2005 woonden er 6750 mensen. Opgravingen hebben aangetoond dat er al bewoning was in de ijzertijd, die ter plekke tot ongeveer het jaar 1000 n.C. duurde. De laatste fase van de ijzertijd was de tijd van de Vikingen; in Täby zijn uit die tijd diverse runetekeningen bewaard gebleven. De kerk waar het dorp tegenwoordig naar vernoemd is, werd gebouwd in de dertiende eeuw. Het gebouwtje is bekend om de plafondschilderingen uit de jaren 1480 van Albertus Pictor, waaronder een beroemd tafereel van een ridder schakend met de Dood dat door Ingmar Bergman gebruikt werd in de film Het zevende zegel.